# Rec del Molí (marge esquerre del Ter)
El Rec del Molí és una canalització hidràulica de l'Empordà. Aquesta infraestructura d'origen medieval s'inicia a la resclosa de Colomers on es desvia part del seu cabal per als regants de l'esquerra del Ter. El canal principal travessa successivament els termes municipals de Colomers, Jafre, Verges, La Tallada d'Empordà, Bellcaire d'Empordà i l'Escala on desemboca al Mediterrani a la Platja del Rec del Molí. Tot i així la xarxa secundària de recs abasteix també terres de cultiu dins dels municipis d'Albons, Viladamat, Ullà i Torroella de Montgrí.

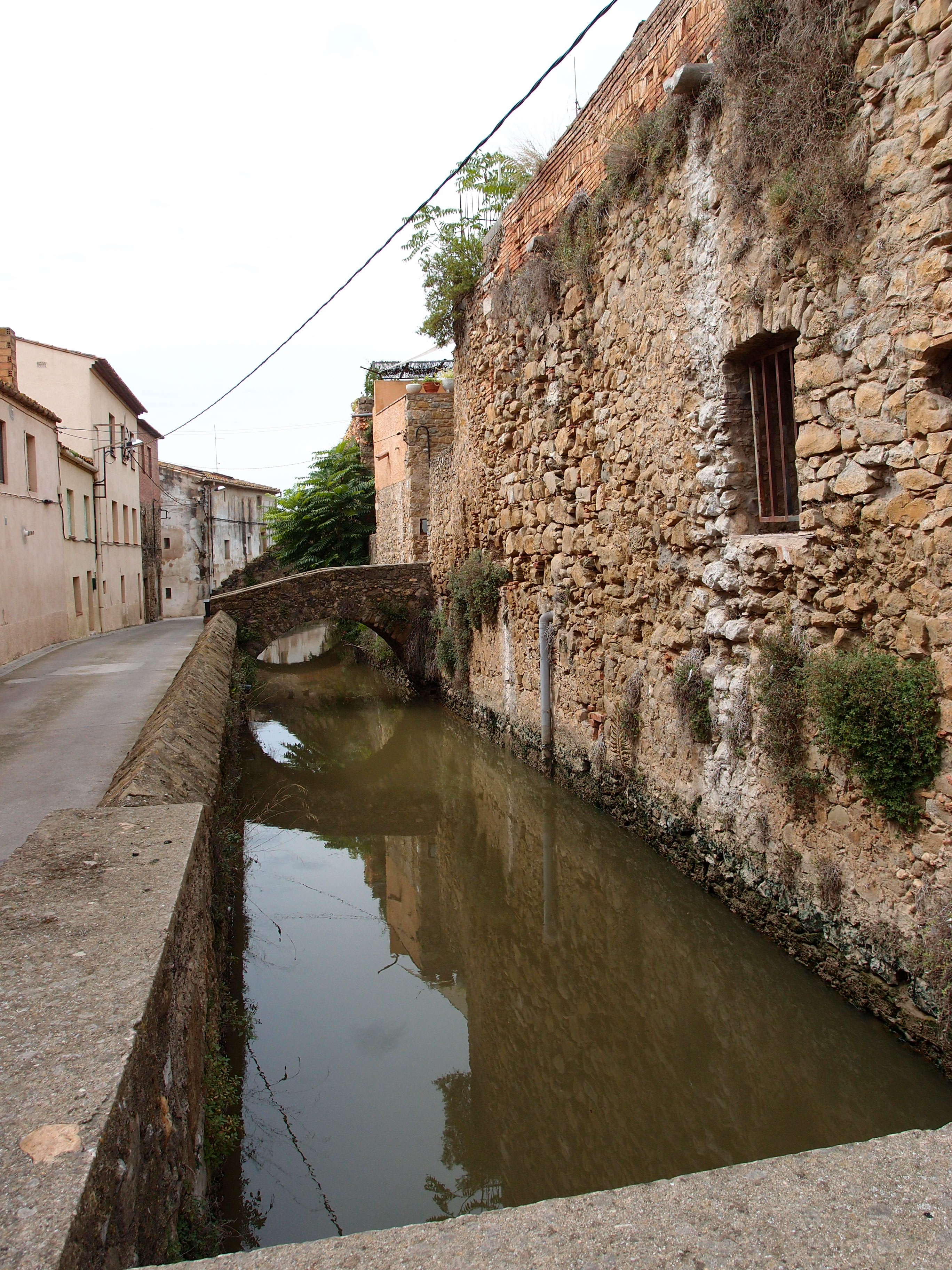
El Rec del Molí al seu pas pel nucli de Verges

El seu recorregut és pràcticament paral·lel al Ter fins a arribar al nucli de Verges on el voreja pel sud i s'encamina cap al nord-est passant al costat de la vila de Bellcaire. El rec recull les aigües residuals de Verges, la Tallada d'Empordà, Jafre i Colomers. El 2008 es van començar les obres per a canalitzar-lo subterràniament i es preveia una primera connexió del nou conducte durant el 2010.